# 마르니
마르니(이탈리아어: Marni)는 스위스의 디자이너 콘수엘로 카스티글리오니가 설립한 이탈리아의 명품 브랜드이다. 2015년 메종 마르지엘라, 질 샌더, 디젤 등을 보유한 이탈리아의 패션 업체 OTB가 인수하여 자회사가 되었다.